# Gepizi

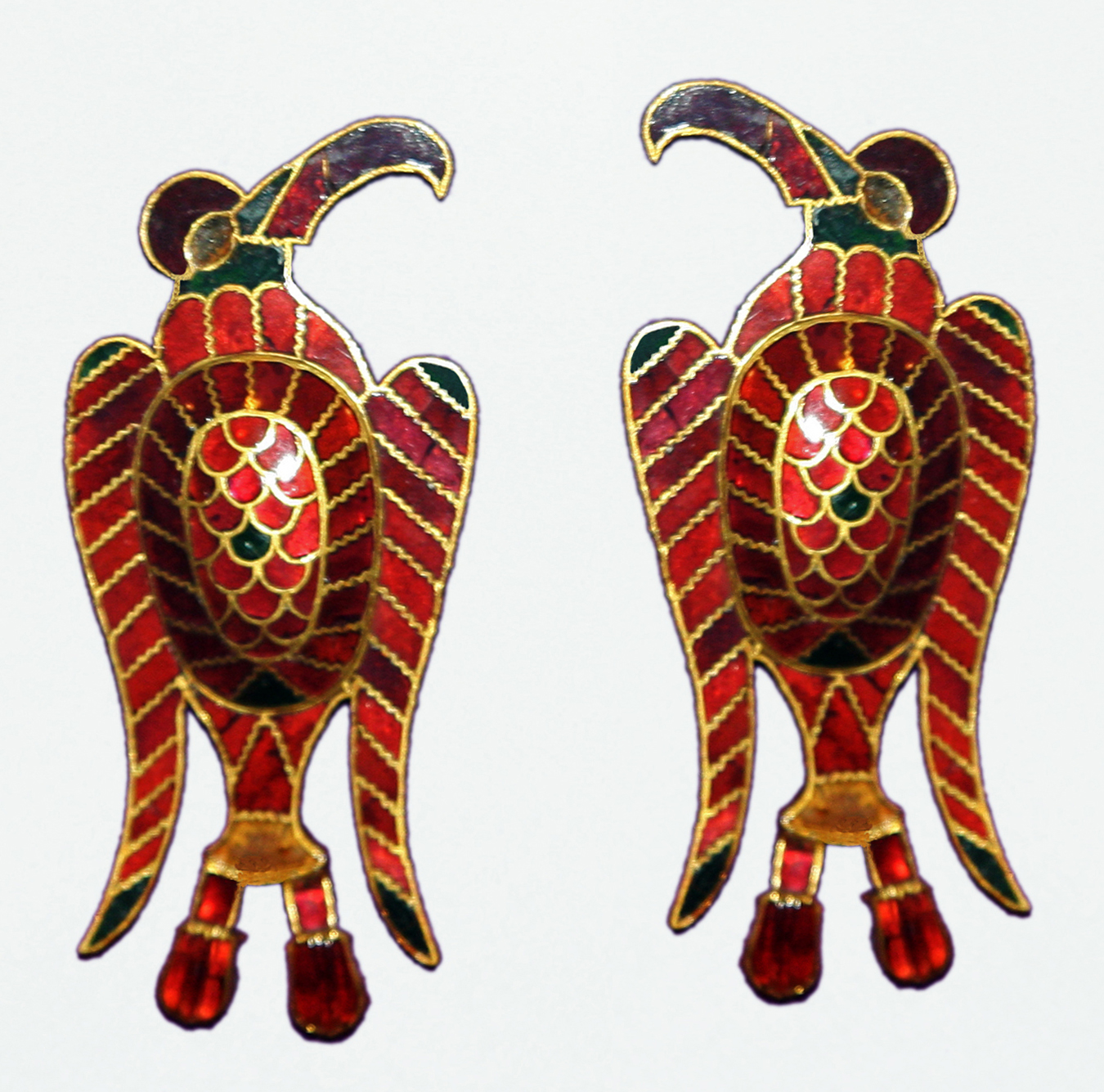
Aplice de la o șa de cal, secolul al V-lea, Necropola de la Apahida.

Gepizii au fost migratori de origine germanică care în secolul al V-lea s-au stabilit în Bazinul Pannonic, ajungând și în vestul Transilvaniei, Banat și culoarul Oltului într-o perioadă în care administrația și armata Imperiului Roman își mutase centrul de greutate din Dacia romană la sud de Dunăre. În baza unor vestigii arheologice, se presupune că în zona Apahida, în Transilvania, s-a aflat o curte regală gepidă.
Prezența lor relativ îndelungată în Transilvania, Oltenia, Banat și Câmpia Tisei le conferă o anumită importanță în descifrarea istoriei României în perioada Antichității târzii și a Evului Mediu Timpuriu.
Patria originară a gepizilor s-a aflat, inițial, în regiunea Mării Baltice, aproape de estuarul Vistulei, de unde, în migrația lor spre sud, gepizii au ajuns în nord-estul Panoniei după ce traversaseră Carpații Nordici.

## Gepizii și migrația popoarelor prin Dacia postromană
Gepizii s-au așezat, în perioada numită Migrația popoarelor (germană Völkerwanderung), în nordul-vestul Daciei postromane, care, după retragerea romană aureliană, a fost frecvent teritoriu de tranzit pentru numeroase etnii migratoare, începând cu goții. După invazia hunilor (375 - 453), gepizii, împreună cu ostrogoții, au devenit vasali și mercenari în oastea lui Attila. După moartea acestuia, gepizii s-au revoltat împotriva foștilor stăpâni, hunii, slăbiți de înfrângerile suferite în ultimele raiduri de pradă și jaf prin Europa. Învingători în 454 asupra resturilor hunice în bătălia de la Nedao, gepizii au luat în stăpânire partea de est a Panoniei (Câmpia Tisei) și vestul Daciei postromane.

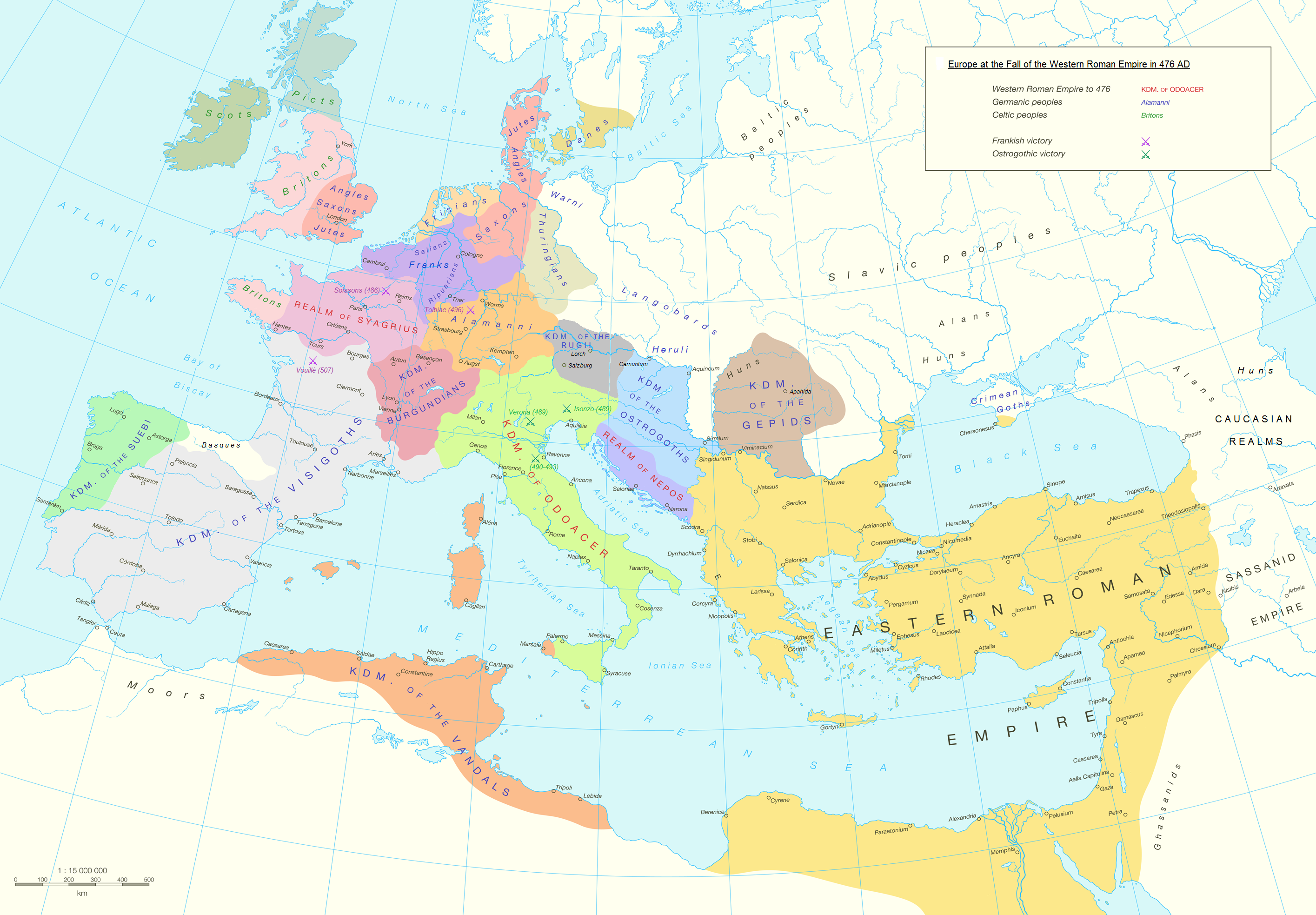
Europa și Orientul Apropiat în anul 476.

## Gepizii în Transilvania
Existența unei părți a regatului panonic al gepizilor în Transilvania de vest și nord-vest a fost interpretată de unii istorici ca restabilire a relațiilor federale ale Daciei postromane cu Imperiul Roman de Răsărit, existente pe timpul goților. Așezările gepizilor în vestul Daciei au fost multiple și făceau parte din regatul gepid panonic. Localitățile erau concentrate mai ales pe văile râurilor Criș, Mureș, Bega și Timiș, extinzându-se pe văile Someșului și Arieșului în imediata apropiere a Clujului de azi, la Apahida, localitate care pare să fi fost capitală a regatului gepid. Aici a fost descoperită necropola  atribuită căpeteniei princiare gepide creștine Omharus ((AVD)-OMARIVΣ, Audomharjaz, latinizat Omharius). Unii istorici au sugerat speculativ că toponimul Ardeal ar proveni de la numele regelui gepid Ardarich.

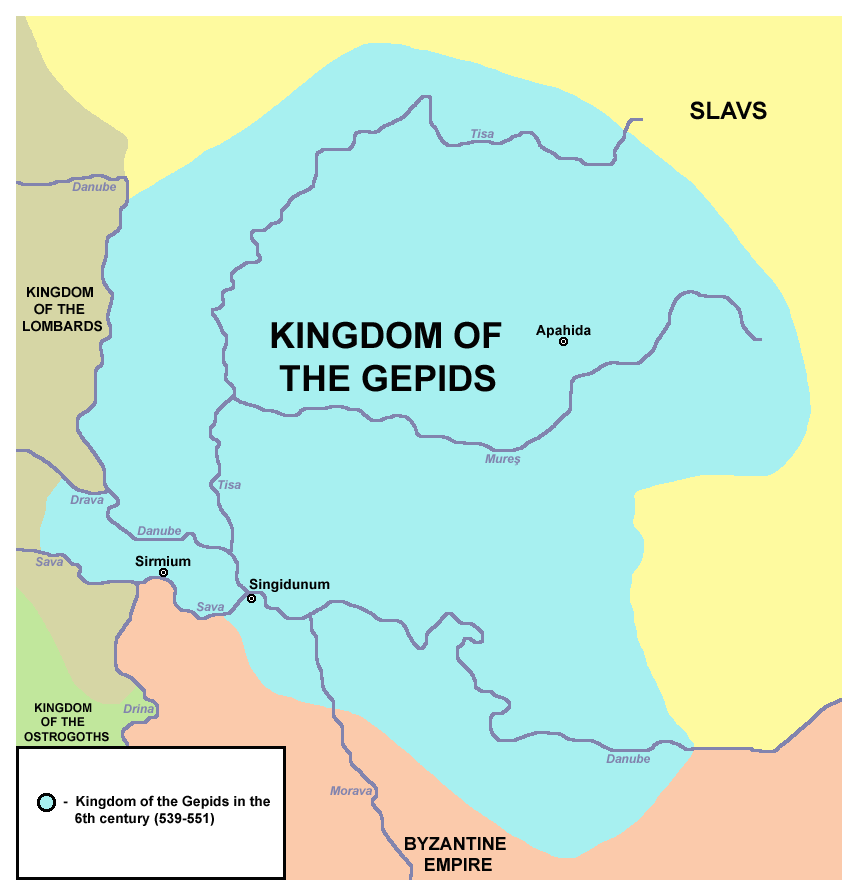
Teritoriile stăpânite de gepizi la jumătatea secolului al VI-lea și statele vecine

Stăpânirea lor s-a extins din regiunea panonică spre partea centrală a Daciei postromane până la Olt și Carpații Orientali, parte care fusese cel mai mult romanizată în timpul dominației romane, în timp ce partea de la est de Olt și în afara arcului carpatic s-a aflat, după retragerea hunilor, supusă preponderent migrațiilor slave. 
Exceptând Dacia de nord-vest, unde își aveau o capitala regală, gepizii și-au extins structurile politice și asupra teritoriului sud-panonic de lângă Sirmium și Singidunum, în dreapta Dunării, teritoriu care fusese dominat de ostrogoți. Acest nou context geopolitic a generat ostilități cu ostrogoții și cu Imperiul Roman de Răsărit.
Pe de altă parte, prezența gepizilor în vestul Transilvaniei este luată în considerare cu reținere. În baza descoperirilor arheologice se pare că gepizii au locuit doar o mică parte din Dacia felix, precum și în Crișana, marea lor majoritate rămânând în Câmpia Tisei, deci în Bazinul Panonic. Prezența lor în aceste zone, atestată de marile așezări (ca acelea de la Morești pe Mureș, județul Mureș, Șeica Mică, județul Sibiu, Porumbenii Mici, județul Harghita, Cipău, județul Covasna), trebuie privită cu mici rezerve, întrucât se știe că acestea își începuseră existența înainte de venirea gepizilor, iar unele urme arheologice atestă numai "împrumuturi reciproce în ceramică" și "obiecte de metal".
Pe de altă parte, unele surse consideră mormintele princiare de la Apahida ca fiind ostrogote, nu gepide.

## Condominiul[3]avaro-gepid
În cele din urmă, Pannonia gepidă a fost ocupată temporar de longobarzi, care, aliați cu avarii euroasiatici, au distrus regatul gepizilor (566). Avarii au avut apoi supremația în Bazinul Panonic și nord-vestul Daciei, iar longobarzii au migrat mai departe în Italia (568), sub conducerea regelui Alboin. Resturile gepizilor au fost asimilate de avari și altor populații din Pannonia și vestul Transilvaniei.
În secolul al VII-lea, scriitorii bizantini foloseau pentru zona Oltenia-Banat și denumirea Gepidia. Ultima menționare a gepizilor a fost făcută în secolul al IX-lea, când mai exista un rest etnic gepid, rămas ca populație supusă avarilor.

## Regi ai gepizilor
- Fastida, cca. 250
- Ardaric, cca. 454
- Gunderit
- Trapstila, cca. 488
- Trasericus, cca. 505
- Mundonus
- Elemund, cca. 549
- Thurisind, cca. 552
- Cunimund (Kunimund), cca. 560

## Situri arheologice gepide în Transilvania

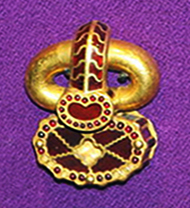
O piesă din tezaurul de la Apahida atribuit gepizilor, aflată în prezent la Muzeul Național de Istorie din București

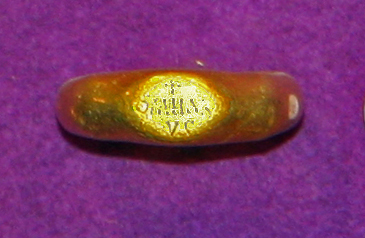
Inel de aur cu inscripția Omharus, descoperit la Apahida, aflat în prezent la Muzeul Național din Ungaria

În august 2004, la Vlaha, a fost descoperită o necropolă cu 202 morminte datând în secolul al VI-lea d.Hr. Au fost deshumate piese de ceramică, articole de bronz și o armură. O altă necropolă bogată în rămășițe arheologice a fost descoperită la Miercurea Sibiului. Alte necropole au fost descoperite la Morești, județul Mureș, Noșlac, județul Alba, Brateiu, Sibiu, Șeica Mică, județul Sibiu, Timișoara, situl Freidorf (cod NAR 155252.03).
La Turda a fost descoperit un mare mormânt gepid si o comoară. Comoara, atribuită unei prințese gepide, a fost găsită de arheologul Mihai Bărbulescu, în timpul unor săpături care au avut loc în ruinele castrului roman al Legiunii a V-a Macedonica. Aceste ruine au fost folosite pe post de loc de înmormântare în perioada migrațiilor de către gepizi Alte obiecte de podoabă și cult gepide au fost descoperite la Someșeni și Șimleul Silvaniei.